# Hamid Ismail
Hamid Ismail Hassan Khalifa Hami meglio noto come Hamid Ismail (Doha, 16 giugno 1986) è un calciatore qatariota, difensore dell'Al-Gharafa e della Nazionale qatariota.

## Statistiche

### Cronologia presenze in nazionale
| Cronologia completa delle presenze e delle reti in nazionale ― Qatar | Cronologia completa delle presenze e delle reti in nazionale ― Qatar | Cronologia completa delle presenze e delle reti in nazionale ― Qatar | Cronologia completa delle presenze e delle reti in nazionale ― Qatar | Cronologia completa delle presenze e delle reti in nazionale ― Qatar | Cronologia completa delle presenze e delle reti in nazionale ― Qatar | Cronologia completa delle presenze e delle reti in nazionale ― Qatar | Cronologia completa delle presenze e delle reti in nazionale ― Qatar |
| Data                                                                 | Città                                                                | In casa                                                              | Risultato                                                            | Ospiti                                                               | Competizione                                                         | Reti                                                                 | Note                                                                 |
| -------------------------------------------------------------------- | -------------------------------------------------------------------- | -------------------------------------------------------------------- | -------------------------------------------------------------------- | -------------------------------------------------------------------- | -------------------------------------------------------------------- | -------------------------------------------------------------------- | -------------------------------------------------------------------- |
| 19-11-2013                                                           | Shah Alam                                                            | Malaysia                                                             | 0 – 1                                                                | Qatar                                                                | Qual. Coppa d'Asia 2015                                              | -                                                                    | 26’ 60’                                                              |
| 06-10-2014                                                           | Doha                                                                 | Qatar                                                                | 3 – 0                                                                | Uzbekistan                                                           | Amichevole                                                           | -                                                                    |                                                                      |
| 31-05-2015                                                           | Crewe                                                                | Irlanda                                                              | 1 – 1                                                                | Qatar                                                                | Amichevole                                                           | -                                                                    |                                                                      |
| 05-06-2015                                                           | Edimburgo                                                            | Scozia                                                               | 1 – 0                                                                | Qatar                                                                | Amichevole                                                           | -                                                                    | 78’                                                                  |
| 28-08-2015                                                           | Doha                                                                 | Qatar                                                                | 4 – 0                                                                | Singapore                                                            | Amichevole                                                           | -                                                                    | 76’                                                                  |
| 10-11-2016                                                           | Doha                                                                 | Qatar                                                                | 2 – 1                                                                | Russia                                                               | Amichevole                                                           | -                                                                    | 68’                                                                  |
| 15-11-2016                                                           | Kunming                                                              | Cina                                                                 | 0 – 0                                                                | Qatar                                                                | Qual. Mondiali 2018                                                  | -                                                                    | 88’                                                                  |
| 17-01-2017                                                           | Doha                                                                 | Qatar                                                                | 1 – 1                                                                | Moldavia                                                             | Amichevole                                                           | -                                                                    | 61’                                                                  |
| 13-01-2019                                                           | al-'Ayn                                                              | Corea del Nord                                                       | 0 – 6                                                                | Qatar                                                                | Coppa d'Asia 2019 - 1º turno                                         | -                                                                    | 74’                                                                  |
| 29-01-2019                                                           | Abu Dhabi                                                            | Qatar                                                                | 4 – 0                                                                | Emirati Arabi Uniti                                                  | Coppa d'Asia 2019 - Semifinale                                       | 1                                                                    | 90+2’                                                                |
| 23-06-2019                                                           | Porto Alegre                                                         | Qatar                                                                | 0 – 2                                                                | Argentina                                                            | Coppa America 2019 - 1º turno                                        | -                                                                    | 85’                                                                  |
| 10-09-2019                                                           | Doha                                                                 | Qatar                                                                | 0 – 0                                                                | India                                                                | Qual. Mondiali 2022                                                  | -                                                                    | 61’                                                                  |
| 14-11-2019                                                           | Doha                                                                 | Qatar                                                                | 2 – 0                                                                | Singapore                                                            | Amichevole                                                           | -                                                                    |                                                                      |
| 02-12-2019                                                           | Doha                                                                 | Qatar                                                                | 4 – 2                                                                | Emirati Arabi Uniti                                                  | Gulf Cup 2019 - 1º turno                                             | -                                                                    | 77’                                                                  |
| Totale                                                               |                                                                      | Presenze                                                             | 14                                                                   |                                                                      | Reti                                                                 | 1                                                                    |                                                                      |

## Palmarès

### Nazionale
- Coppa d'Asia: 1

2019